# Carlos Guimard
Carlos Enrique Guimard (Santiago del Estero, 6 aprile 1913 – 11 settembre 1998) è stato uno scacchista argentino, Grande maestro.
Vinse tre volte il Campionato argentino: nel 1936 (vinse un match contro il campione in carica Roberto Grau), nel 1937 (mantenne il titolo contro lo sfidante Jacobo Bolbochán) e nel 1940 (vinse un match contro il campione in carica Carlos Maderna).
Partecipò con l'Argentina a quattro Olimpiadi degli scacchi dal 1937 al 1954. Vinse la medaglia d'argento individuale alle olimpiadi di Stoccolma 1937 e due medaglie d'argento di squadra (a Ragusa 1950 e Amsterdam 1954).
Principali risultati di torneo:
- 1937 :  pari primo con Ludwig Rellstab a Berlino, davanti a Saemisch;
- 1938 :  secondo dietro ad Alechin a Montevideo;
- 1940 :  vince il torneo di Santiago del Cile;
- 1941 :  pari primo con Erich Eliskases a Águas de São Pedro;
- 1945 :  secondo-terzo con Gideon Ståhlberg a Buenos Aires, dietro a Miguel Najdorf;
- 1945 :  vince il torneo di Viña del Mar, davanti a Najdorf;
- 1949 :  secondo-terzo a Mar del Plata, dietro a Héctor Rossetto;
- 1950 :  pari secondo con Vasja Pirc a Mar del Plata, dietro a Svetozar Gligorić;[2]
- 1961 :  pari primo-secondo a Enschede.

Nel 1950 prese parte al match Argentina–Svizzera di Zurigo, giocando in seconda scacchiera contro Henry Grob (+1 –0 =1). L'Argentina vinse il match con La Svizzera 5,5 : 4,5. Nel 1954 partecipò al match Argentina–URSS di Buenos Aires, pareggiando contro Isaak Boleslavs'kyj (+1 –1 =2). L'Argentina perse il match con l'URSS 11,5 : 20,5. 
La variante Guimard della difesa francese  (1. e4 e6 2. d4 d5 3. Cd2 Cc6) prende il suo nome.